# Poroleda lanceolata
Poroleda lanceolata is een tweekleppigensoort uit de familie van de Nuculanidae. De wetenschappelijke naam van de soort is voor het eerst geldig gepubliceerd in 1885 door Hutton als Scaphula lanceolata.